# مدكور أبو العز
مدكور أحمد أبو العز (11 مارس 1918- 2006) قائد عسكري مصري، تولى قيادة القوات الجوية المصرية عقب هزيمة حرب 67، في 11 يونيو 1967 حتى إقالته في 2 نوفمبر 1967.

## حياته
ولد الفريق مدكور أبو العز في كفر سعد دمياط في 11 مارس 1918، التحق بالكلية الجوية في سن صغيرة ليصبح أصغر ضابط طيار في تاريخ القوات الجوية المصرية. وفي 1956 أصبح مدير الكلية الجوية وظل كذلك حتى أُبعد عنها في 1963 لخلافه مع المشير عبد الحكيم عامر قائد الجيش المصري حول تأمين الطيران المصري على الأرض ببناء ملاجئ وحصون للطائرات كما يدعي مقربوه.
وعقب إعفائه من منصبه جعله الرئيس جمال عبد الناصر محافظاً لأسوان حتى وقوع حرب 67 عندما وجهت القوات الجوية الإسرائيلية ضربة جوية مركزة صباح الخامس من يونيو عرفت باسم العملية (موكد) ضد الطيران المصري الجاثم على الأرض وضد مطاراته وقواعده الجوية، قضت هذه الضربة الجوية على سلاح الجو المصري وأخرجته مبكراً من الحرب وكانت من الأسباب الرئيسية لانتصار إسرائيل الساحق في حرب يونيو.

## دوره في حرب الاستنزاف
أعاد عبد الناصر مدكور أبو العز إلى الخدمة كقائد للقوات الجوية المصرية في 11 يونيو، الذي بدأ من فوره في إعادة بناء القوات الجوية المدمرة عبر بناء الدشم والحصون ورفع المستوى التدريبي للطيارين ونجح في شن أول غارة جوية مصرية على قواعد القوات الإسرائيلية في سيناء المحتلة في 14 يوليو 1967 بعد أربعين يوماً من هزيمة 67.
بالغت وسائل الإعلام المصرية من نتائج هذه الغارة وصلت إلى حد وصفها «بأنها جعلت بعض القوات الإسرائيلية ترتد مبتعدة عن خط القناة إلى العريش» كما تسببت في خسائر فادحة لم توضحها المراجع المصرية وفي اليوم التالي نشبت معركة جوية بين الطيران المصري والإسرائيلي انتهت بخسارة للطيران المصري وكما هو معتاد حينها نشرت الصحف المصرية نتائج المعركة بوصفها انتصاراً مصرياً تمكنت فيه الطائرات المصرية من اسقاط أربع طائرات ميراج إسرائيلية في حين كانت الخسارة الإسرائيلية المؤكدة طائرة واحدة فقط.
ظل مدكور أبو العز في منصبه حتى عزله عبد الناصر في 2 نوفمبر 1967 مستبدلاً إياه باللواء مصطفى شلبي الحناوي ورجح البعض عزله بعد وشاية لعبد الناصر من ازياد نفوذ مدكور أو نتيجة ضغط الخبراء السوفييت لانتقاده لهم.

## المزاعم المصرية بخصوص تهديد دايان له
تدعي بعض الصحف والمواقع المصرية وبعض العسكريين المصريين، أن وزير الدفاع الإسرائيلي موشيه ديان طالب برأسه وتوعده بالقتل في حديث متلفز كما هددت جولدا مائير رئيسة الوزراء الإسرائيلية بحرق قريته في دمياط، إضافة إلى اطلاق الإسرائيليين عليه لقب «السفاح» وغيرها من الأقاويل وكلها مزاعم لم يثبت صحتها.